# 竹田ダニエル
竹田 ダニエル（たけだ ダニエル、1997年 - ）は、アメリカ合衆国カリフォルニア州出身、在住のライター。「カルチャー ×アイデンティティ×社会」をテーマに執筆。「音楽と社会」を結びつける活動を行い、日本と海外のアーティストを繋げるエージェントとしても活躍。

## 来歴
大学では理系の勉強をし、その後ユニバーサルミュージックのインディー部門にコンサルタントとして働く。2019年に来日し、音楽ジャーナリストの柴那典から依頼を受け初めての記事を書いた。その「現代ビジネス」に発表した記事がきっかけで「群像」にコラム連載を開始。単行本化され話題を集める。

## 人物
- 著書『世界と私のA to Z』において、大人の求めるZ世代像への違和感を次のように述べている[4]。

- ラジオの収録でキニマンス塚本ニキと仲良くなり[5]、ポリタスTVでも共演している[6]。

## 著作
- 『世界と私のAtоZ』（2022年、講談社）ISBN 978-4065294208
- 『＃Ｚ世代的価値観』（2023年、講談社）ISBN 978-4-06-532945-0

## 出演

### ラジオ
- 荻上チキ・Session（TBSラジオ）
- アシタノカレッジ（TBSラジオ）

### ネット番組
- ポリタスTV（YouTube）